# Örevattnet (Foss socken, Bohuslän)
Örevattnet är en sjö i Munkedals kommun i Bohuslän och ingår i Örekilsälvens huvudavrinningsområde.